# Dieuwke de Graaff-Nauta
Pour les articles homonymes, voir de Graaff et Nauta.
Dieuwke de Graaff-Nauta, née le 22 mai 1930 à Sneek (Pays-Bas) et morte le 10 juin 2008 dans la même ville, est une femme politique néerlandaise. Membre de l'Union chrétienne historique (CHU) puis de l'Appel chrétien-démocrate (CDA), elle est secrétaire d'État à l'Intérieur de 1986 à 1994 puis brièvement ministre de l'Intérieur en 1994.

## Biographie

### Famille, études et carrière professionnelle
Dieuwke IJtje Willemke Nauta est la fille de Wiebe Nauta (1897-1964), directeur d'école, et de Pietje de Jong (1900-1937). Issue d'une fratrie de six enfants, elle a notamment pour frère le philosophe et homme politique Lolle Nauta (nl),.
Son père est engagé au sein de l'Union chrétienne historique (CHU). Alors qu'elle est enfant, sa mère meurt ; son père se remarie en 1940. Après avoir terminé sa scolarité à l'École normale chrétienne de Sneek en 1949, elle devient enseignante à l'école primaire chrétienne de Parrega, préparant en parallèle une maîtrise. En 1951, elle devient professeure à la Christelijke Huishoudschool d'Utrecht.
En 1953, elle épouse Cornelis de Graaff, enseignant puis recteur, avec qui elle a deux enfants. La famille déménage à Sneek, la ville natale de Dieuwke de Graaff-Nauta, où son mari a été nommé.

### Carrière politique
Membre du CHU, Dieuwke de Graaff-Nauta est conseillère municipale de Sneek entre 1966 et 1978. En 1968, elle devient la première femme élue au conseil d'administration de son parti. Elle est échevine de Sneek de 1970 à 1978, chargée de l'éducation, de la santé publique et de l'environnement. En 1980, la CHU disparaît, fusionnant au sein de l'Appel chrétien-démocrate (CDA), dont elle est vice-présidente du conseil d'administration national de 1980 à 1986. Entre 1982 et 1986, elle est membre de l'exécutif de la province de Frise, chargée des affaires générales, de la coopération interprovinciale, de l'organisation administrative, de la supervision des conseils municipaux, de la planification, de la coordination et de l'information,.

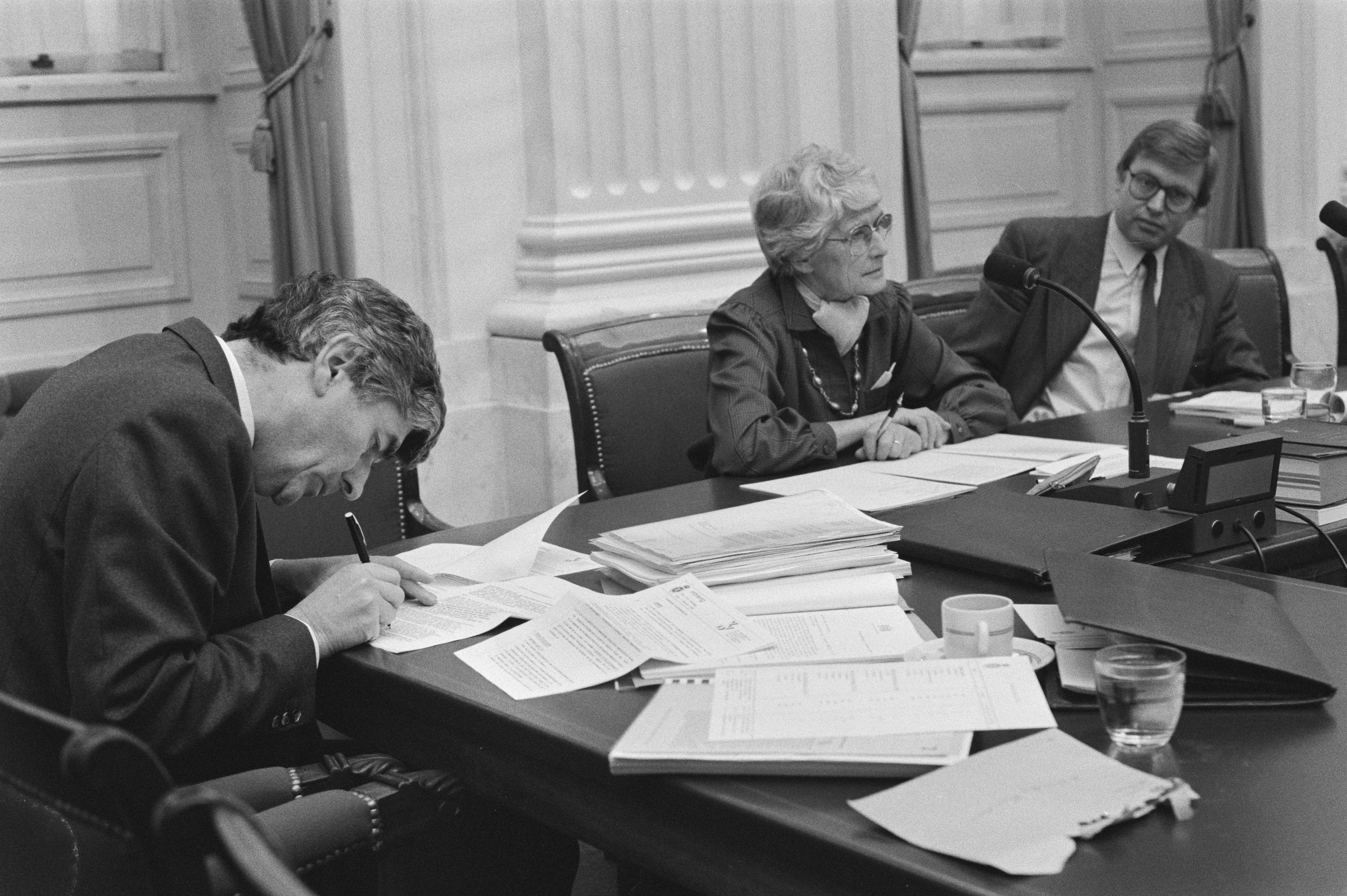
Dieuwke de Graaff-Nauta lors d'une réunion, en 1988.

En 1986, Dieuwke de Graaff-Nauta est nommée secrétaire d'État à l'Intérieur auprès du ministre Kees van Dijk (en) dans le deuxième gouvernement de Ruud Lubbers. Elle est notamment chargée des finances des collectivités locales, de la réorganisation municipale, de l'information, de la loi électorale (dont elle participe à la modernisation) et, jusqu'en 1989, des secours et de l'assistance en cas de catastrophe. Elle est reconduite dans le troisième gouvernement Lubbers en 1989 auprès de la ministre Ien Dales, avec qui elle publie trois mémorandums. En 1991, elle œuvre à la modernisation de la loi sur les passeports et, en 1992-1993, à la loi sur les municipalités et la loi sur les provinces. Ien Dales meurt le 10 janvier 1994 ; Ed van Thijn lui succède mais démissionne en mai. Dieuwke de Graaff-Nauta est promue ministre de l'Intérieur le 27 mai 1994, occupant brièvement cette fonction jusqu'à la fin du gouvernement, le 22 août suivant. À cette fonction, elle fait adopter une loi sur les archives personnelles municipales, préparée et défendue par ses prédécesseurs.
Elle préside à l'automne 1994 le comité enquêtant sur la collecte de fonds controversée de la députée Tara Singh Varma (en). En 1998, elle devient présidente du comité de nomination du CDA pour la Première Chambre (le Sénat) et l'organe consultatif pour la Charte européenne des langues régionales ou minoritaires, notamment chargé de fixer le statut du frison. En 2006, elle quitte la vie publique.
Elle meurt en 2008.

## Décoration
- 1994 : commandeur de l'ordre d'Orange-Nassau (chevalier en 1982)[2]